# Setra Multi Class
Setra Multi Class — серия городских и междугородных автобусов, выпускаемых немецкой компанией Setra в Ной-Ульме (Германия) и в Хошдере (Турция). В серию входят малые, средние и большие автобусы. В настоящее время выпускается 400-я серия.

## 300
Трёхсотая серия была представлена в 1994 году на выставке IAA в Ганновере. Первыми представителями являлись S 315 UL и S 315 H. Позднее в модельный ряд стали входить следующие автобусы: низкопольный S 315 NF, трёхосный S 317 UL и сочленённый SG 321 UL. Спереди была чёрная или серебряная полоса с названием производителя, которая находилась между фарами. В 1996 году S 315 NF получил премию «Автобус года».

### Модельный ряд
- S 315 NF (1995—2006),
- S 319 NF (1995—2006),
- S 315 UL (1995—2006),
- S 316 UL (1990—2002),
- S 317 UL (1994—2006),
- S 319 UL (1994—2006),
- SG 321 UL (1995—2006),
- S 315 H (1995—2006).

### Галерея

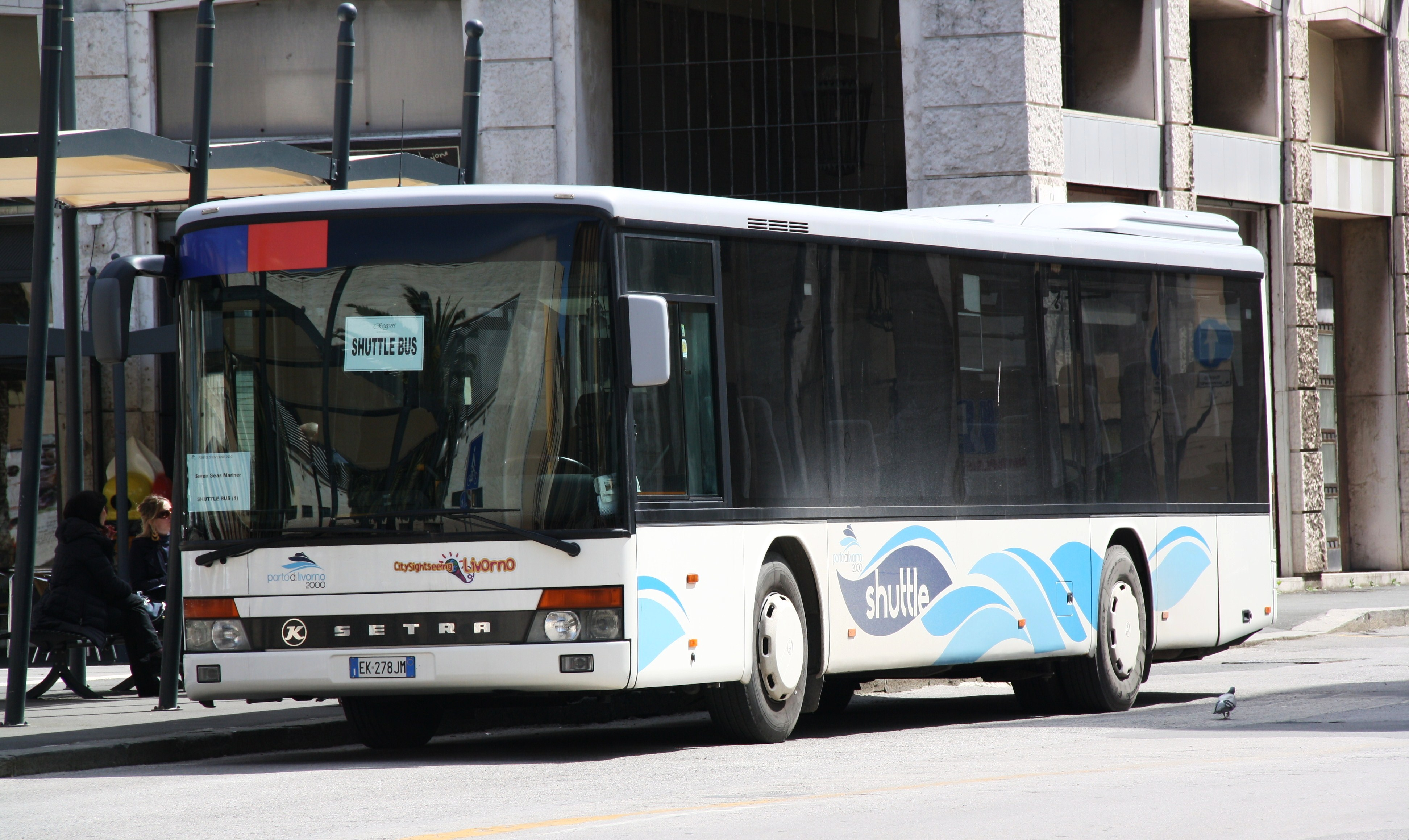
Setra S 315 NF
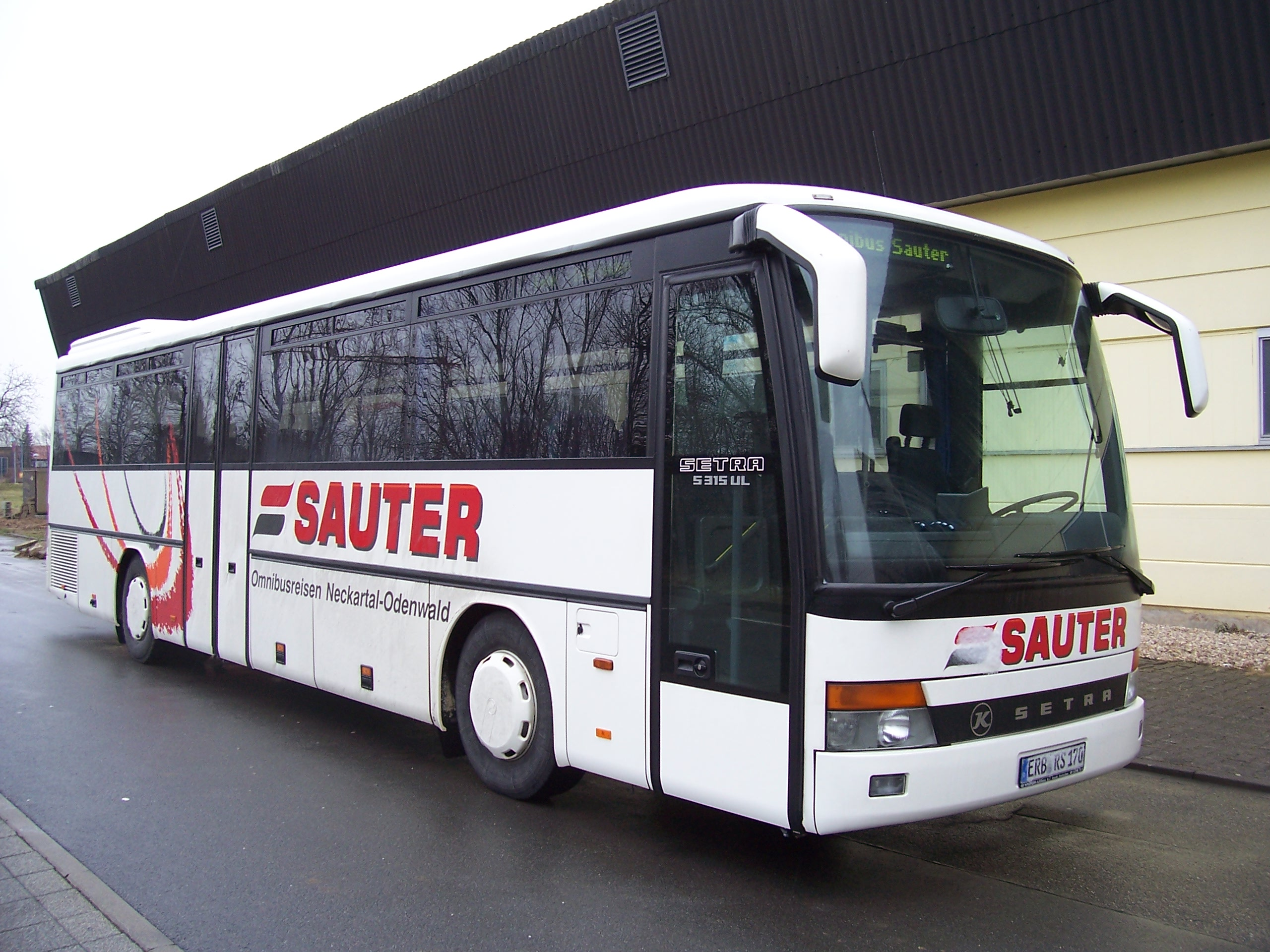
Setra S 315 UL
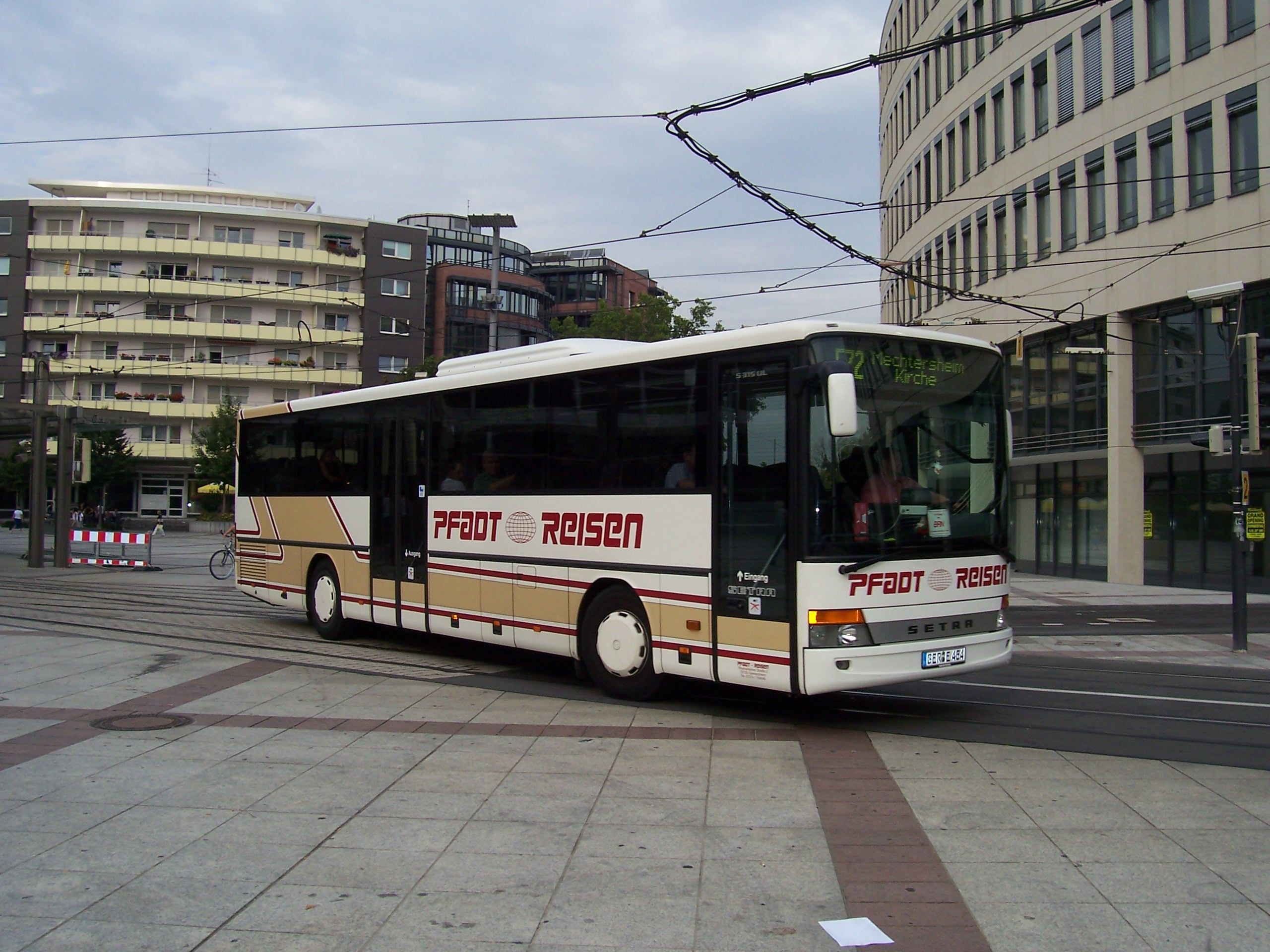
Setra S 315 UL
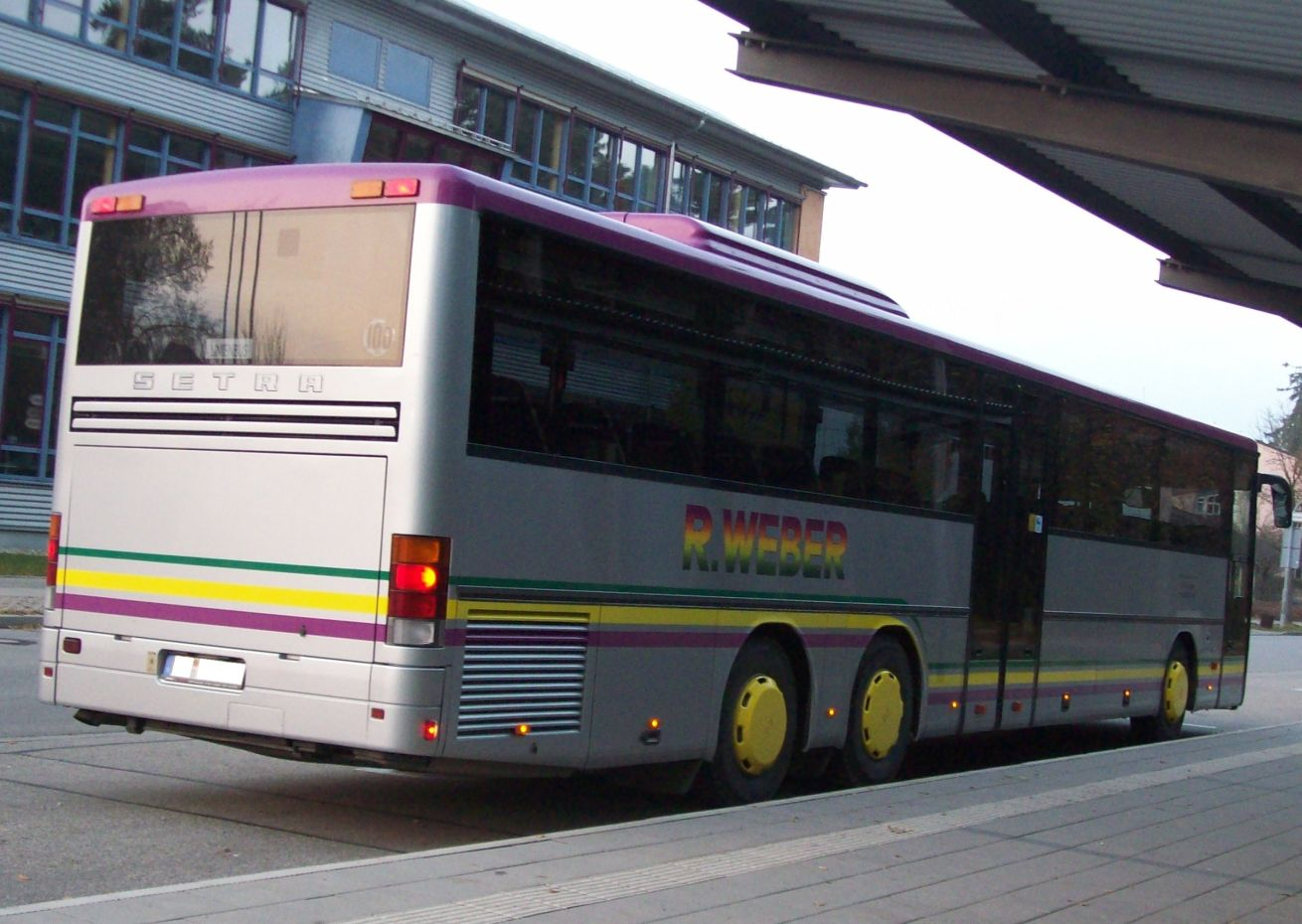
Setra S 317 UL
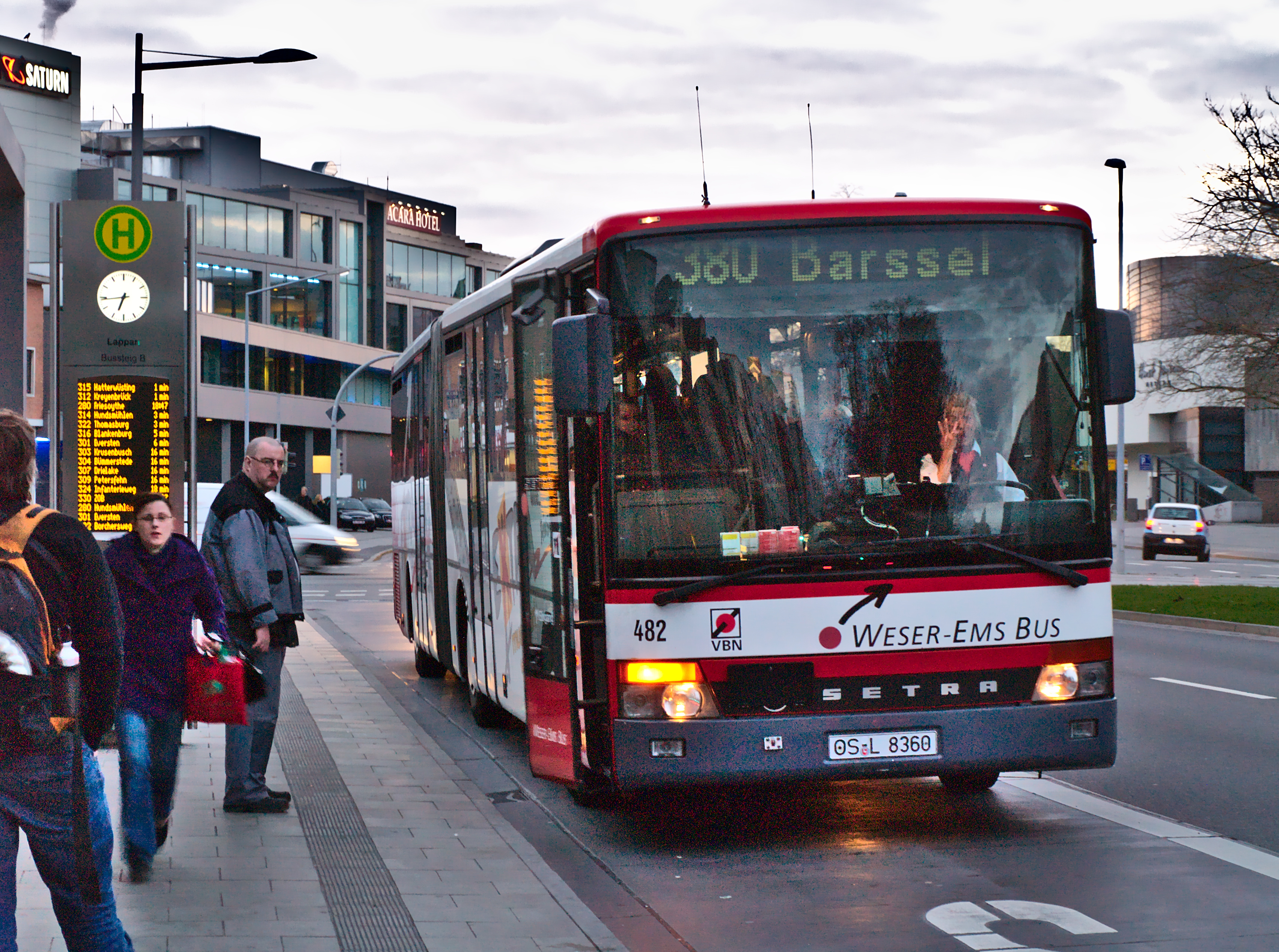
Setra SG 321 UL
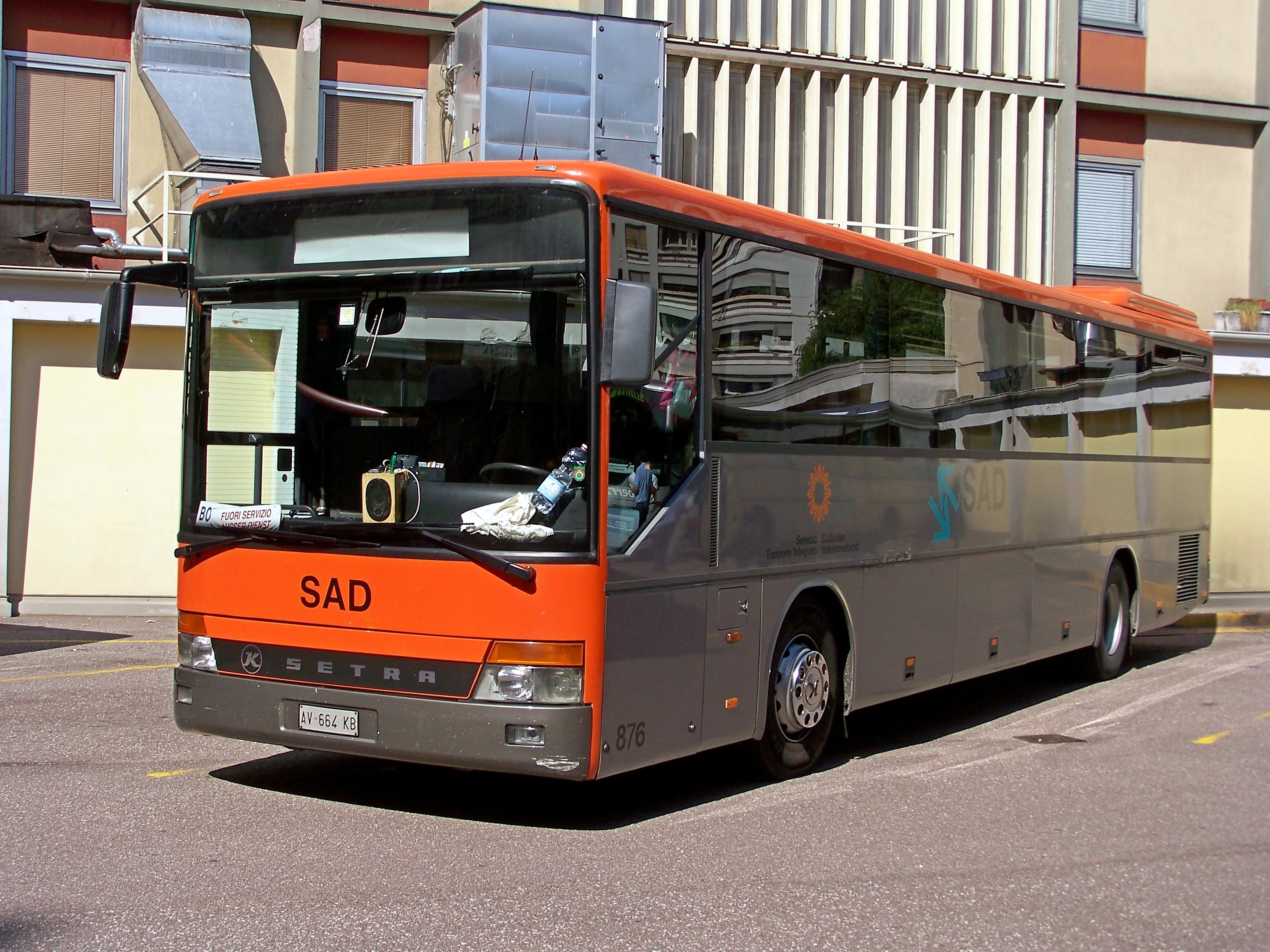
Setra S 315 H

## 400
В 2006 году состоялась премьера автобусов Multi Class 400. Изменения касаются передней части, светотехники, рам окон в передних дверях и серебряный значок с надписью Setra за передней дверью. В модельном ряду появились автобусы S 416 H, S 416 NF и S 412 UL. В 2014 году модели NF были заменены моделями LE, первым представителем стал S 418 LE. Модели S 416 H, S 416 NF и S 412 UL выпускаются в Турции компанией EvoBus. В 2009 году Setra S 415 NF стал лауреатом премии Bus of the Year 2009.

### Модельный ряд[3]
- S 415 NF (2006—2020),
- S 416 NF (2006—2013),
- S 415 LE business (2014—2020),
- S 416 LE business (с 2014),
- S 418 LE business (с 2016),
- S 412 UL (с 2002),
- S 415 UL (2006—2020),
- S 416 UL (с 2002),
- S 417 UL (с 2002),
- S 419 UL (с 2002),
- S 415 UL business (2006—2020),
- S 416 UL business (с 2002),
- S 417 UL business (с 2002),
- S 415 H (2009—2020),
- S 416 H (с 2009)[4].

### Галерея

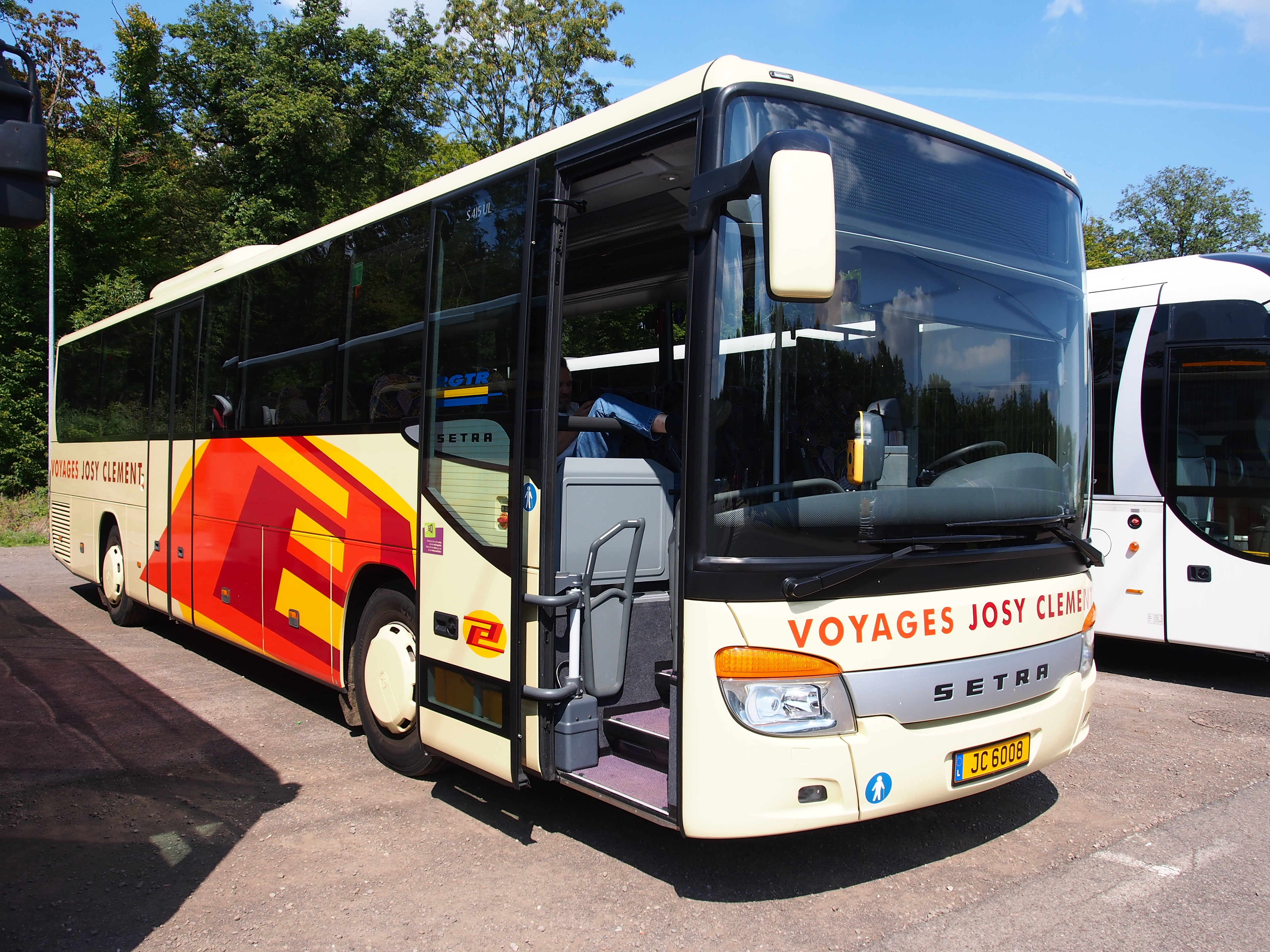
Setra S 415 UL
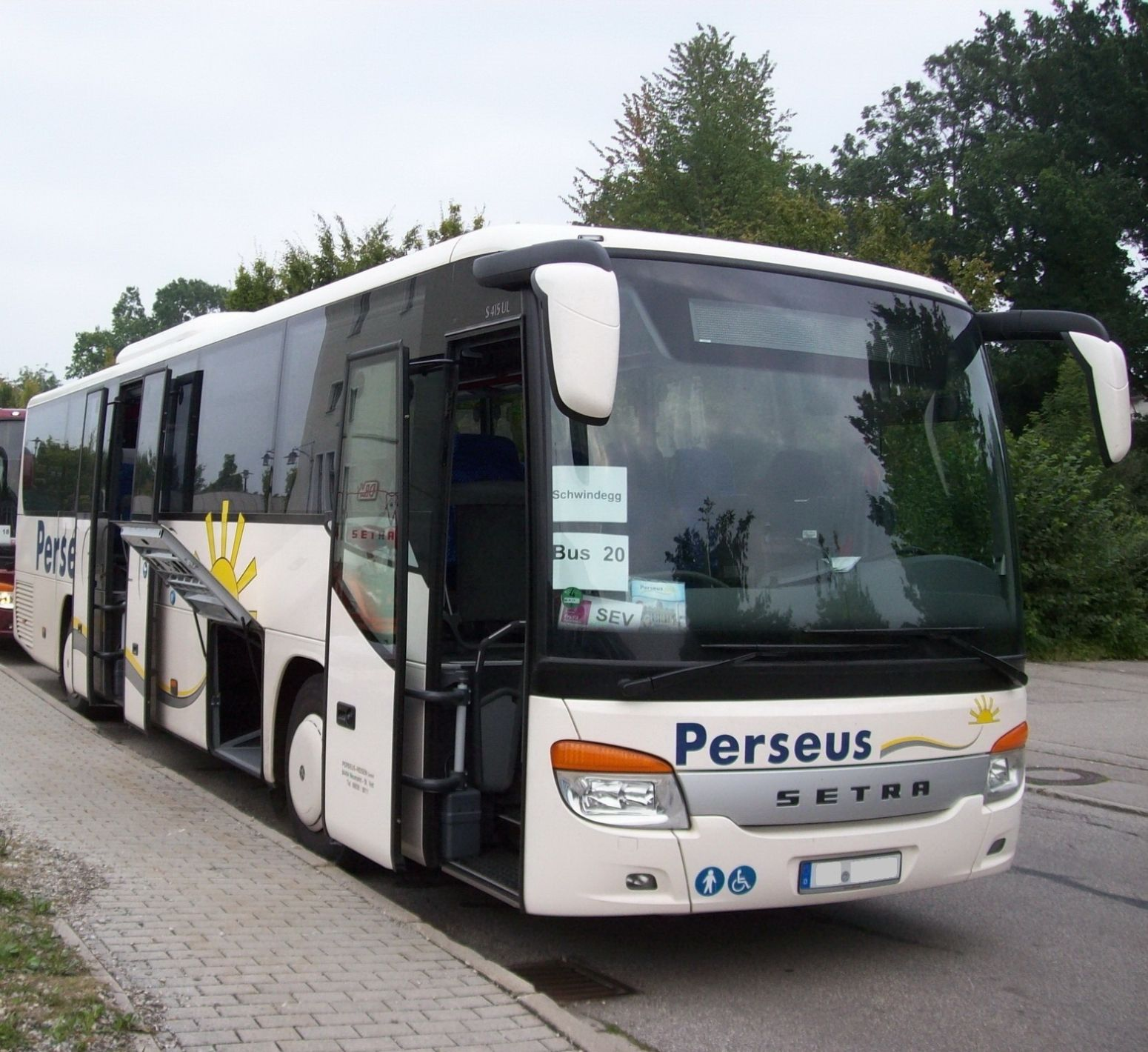
Setra S 415 UL
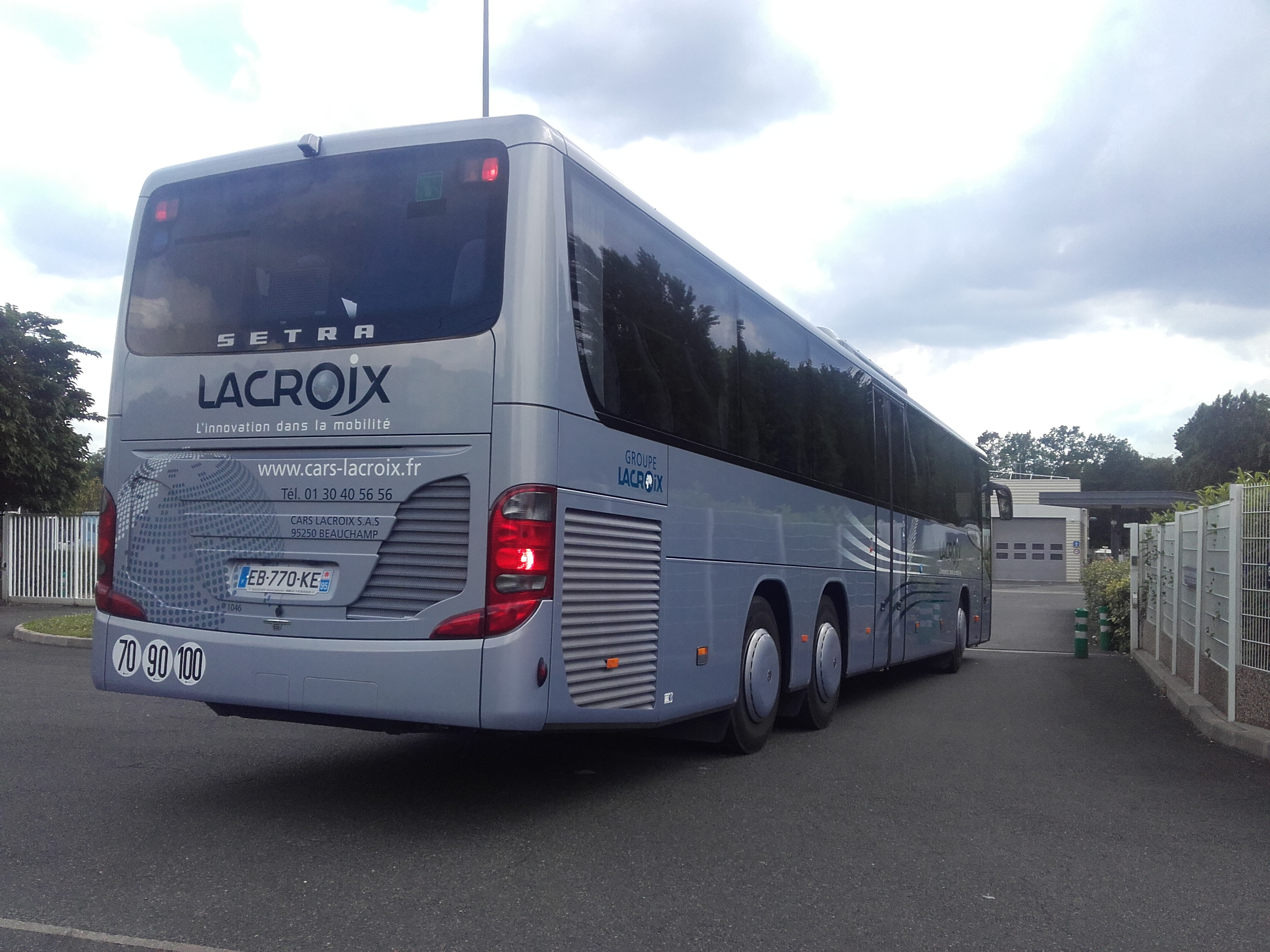
Setra S 417 UL
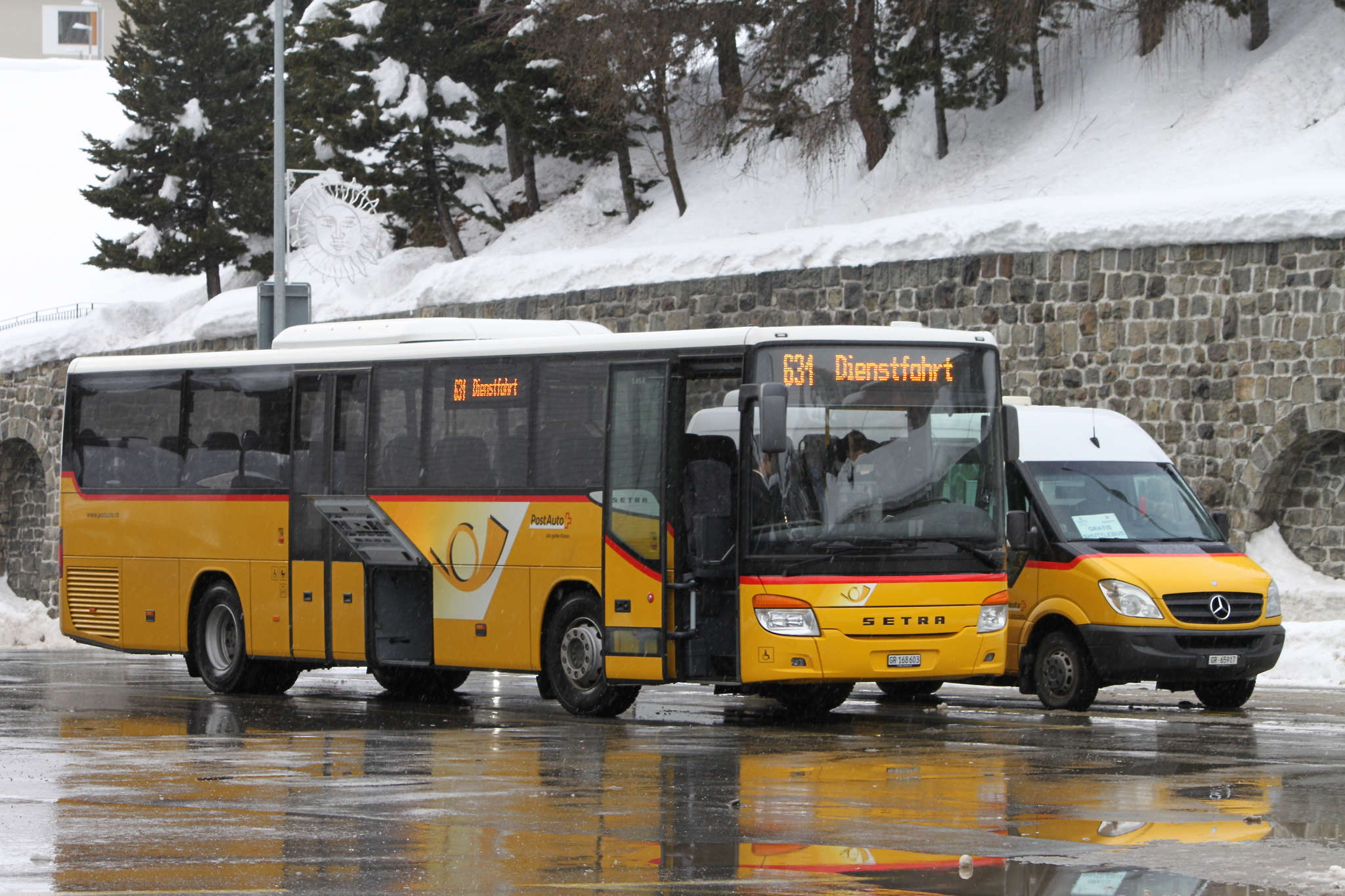
Setra S 415 H
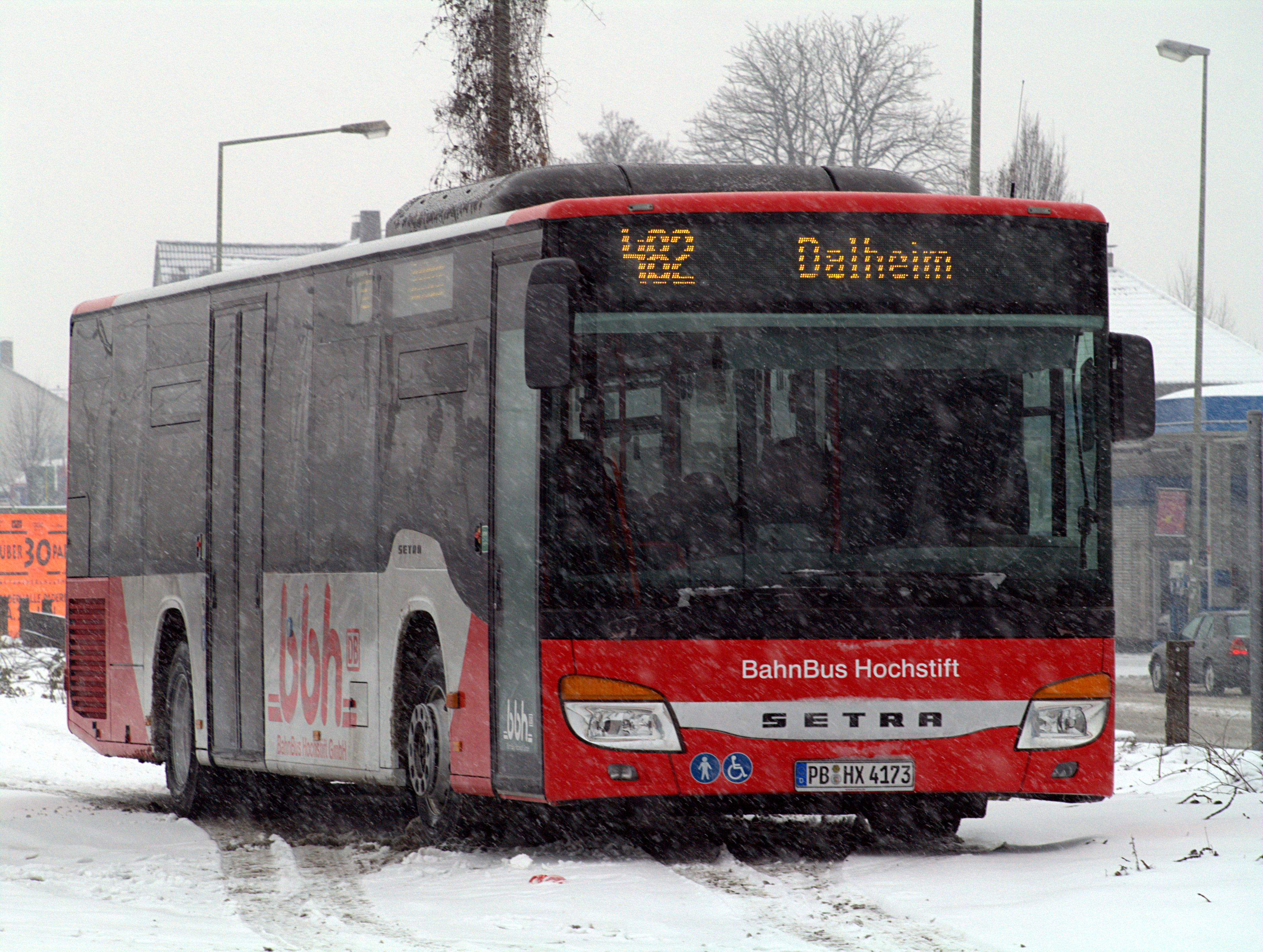
Setra S 415 NF
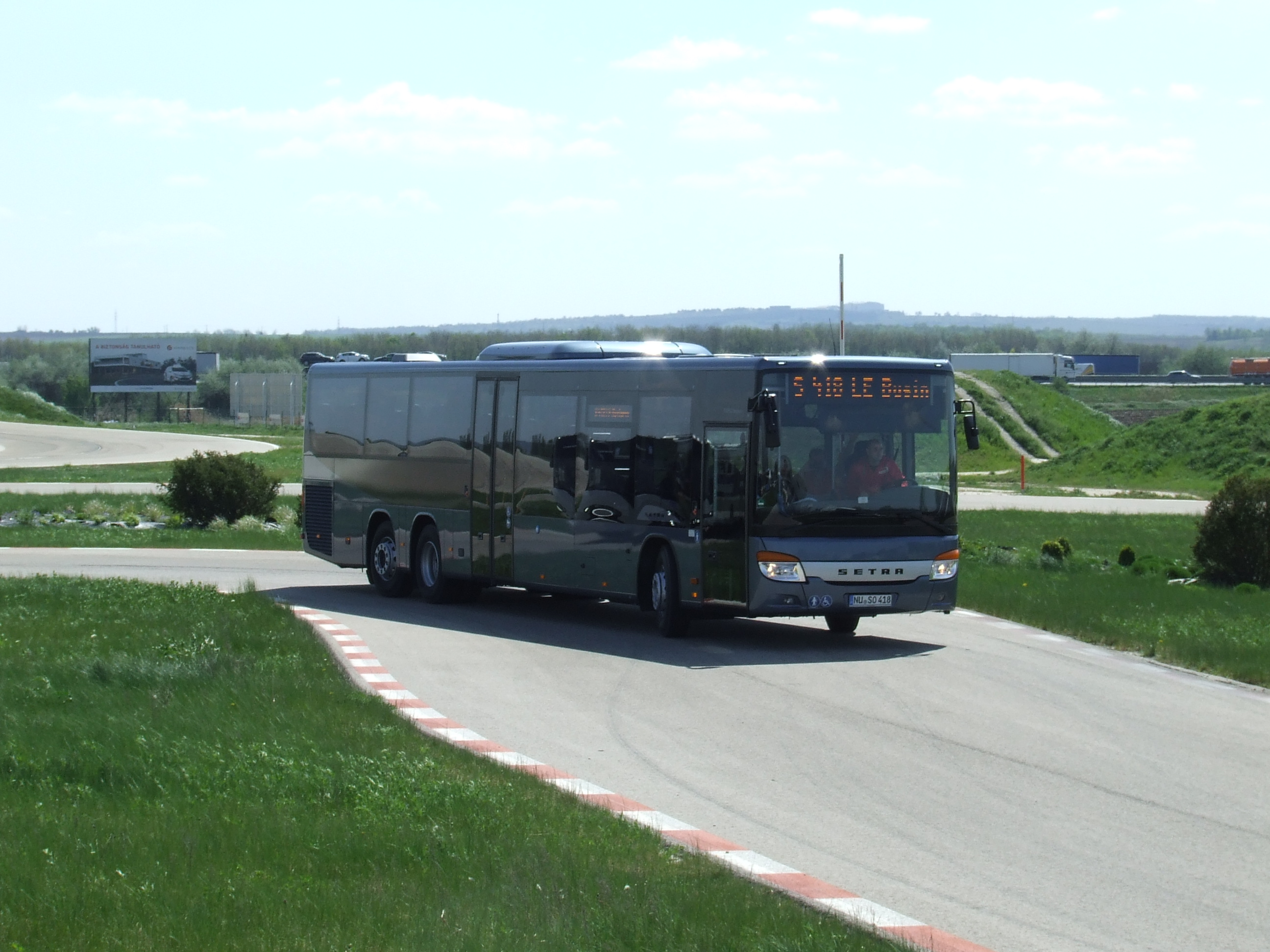
Setra S 418 LE business

## 500

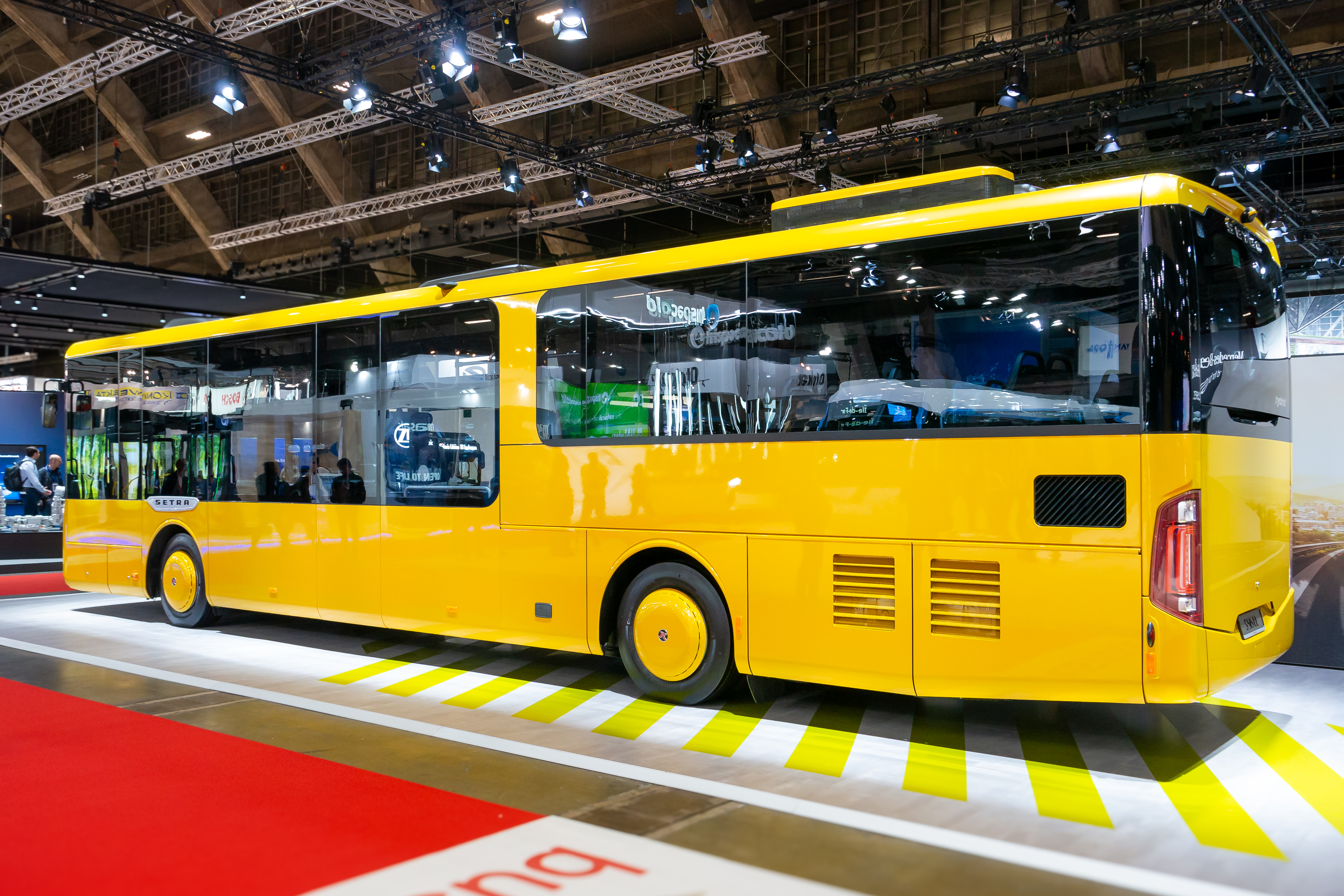
Setra S 515 LE